# Публій Ліциній Красс Дів (народний трибун)
Публій Ліциній Красс Дів (лат. Publius Licinius Crassus Dives, бл. 144 до н. е. — після 100 до н. е.) — політичний діяч часів Римської республіки.

## Життєпис
Походив з впливових плебейських родів Муціїв та Ліциніїв. Син Публія Ліцинія Красса Муціана, великого понтифіка, та Клавдії. Здобув хорошу освіту.
Близько 110 року до н. е. обирається народним трибуном. Близько 107 року до н. е. (або до 104 року до н. е.) стає еділом. Під час своєї каденції вперше показав на іграх золоті і срібні вінки. Не пізніше 102 року до н. е. на посаді народного трибуна або претора провів закон проти розкоші, що обмежував витрати на бенкети.
Німецький лексикограф Бенджамін Гедеріх присвятив Закону Ліцинія (лат. Lex Licinia) окрему словникову статтю в своєму «Лексиконі старожитностей» (1743). Гедеріх нумерує закон грецькою літерою «ε» (п'ята літера абетки, тобто Закон Ліцинія № 5, — щоб відрізнити від решти законів авторства представників роду), і датує його 98 роком до н. е.

## Родина
- Публій Ліциній Красс Дів (всиновив Луція Юнія Дамасіппа)
- Марк Ліциній Красс Дів (батько Публія Ліцинія Красса Діва)